# Folusz (powiat gnieźnieński)
Folusz – osada w Polsce położona w województwie wielkopolskim, w powiecie gnieźnieńskim, w gminie Trzemeszno.
W latach 1975–1998 miejscowość administracyjnie należała do województwa bydgoskiego.